# The Fire Dragon Chronicles
The Fire Dragon Chronicles (Originaltitel: Dragon Hunter) ist ein US-amerikanischer Fantasyfilm aus dem Jahr 2008.

## Handlung
Nach einem Drachenangriff fliehen Darius und sein junger Bruder Kendrick aus ihrem Dorf. Kendrick wirft Darius vor die Dorfbewohner im Stich gelassen zu haben. Um nicht von Orks angegriffen zu werden, machen die beiden ihr Feuer auf Ork-Art und werden von Orkjägern angegriffen. Darius und Kendrick wehren sich und erklären ihnen, dass sie Verbündete sind. Gemeinsam reist die Gruppe zu einem Dorf. Auf dem Weg gibt es viele Verluste.

## Hintergrund
Der Film wurde mit einem Budget von 850.000 US-$ gedreht. Er wurde direkt auf DVD veröffentlicht.